# Кіт Гаватовича
Театральний фестиваль «Кіт Ґаватовича» — щорічний фестиваль театрального мистецтва, який із 2016 року проводиться на початку вересня у Львові під відкритим небом.

## Походження назви
На перетині XVI-XVII століть на Заході України жив драматург Якуб Ґаватович. Він не просто писав тексти, а і втілював їх у вільному просторі - на вулиці. Одним із героїв його творів був Кіт у мішку. Засновники фестивалю хотіли такою назвою донести, що театр, насправді, є чимось більшим, аніж просто красивим залом; що він є "саме тим котом, якого точно варто дістати з мішка"

## Маніфест фестивалю
Організатори визначають як маніфест фестивалю наступне: "Кіт Ґаватовича – це новий театр, який ти не назвеш театром, але точно запам’ятаєш і захочеш вернутись. Головне, аби були місця. Проект "Склад 2’0" виступає за створення нової платформи для обміну та творення театру між Східною та Західною Європою, який буде враховувати соціальну відповідальність, не нестиме політичної заангажованості та працюватиме із глядачами, чуючи його і бачачи".

## Історія фестивалю
2014 рік
Ідея створення фестивалю належить незалежному театру зі Львова "Склад 2’0". Засновники зазначають, що спершу незалежний театр виступав у межах не одного музичного фестивалю (зокрема на Atlas Weekend, Файному місті, Тустані). Згодом команда зрозуміла, що театр викликає не менше зацікавленості та захоплення у відвідувачів, глядачів, ніж музика. Так і з'явився Він, себто, сам фестиваль театрального мистецтва "Кіт Ґаватовича".
2016 рік
Тема  - Початок Кота Ґаватовича. 
Команда зазначає, що за ідею першого Фестивалю було взято не лише образ Кота, але й саму форму театру під відкритим небом.
Місце проведення - парк Культури міста Львова. У межах фестивалю було організовано сніданок з Ірмою Вітовською-Ванцою та Олегом Стефаном. До участі в подіях фестивалю долучилися також: Львівський театр Курбаса, театр «Прекрасні квіти» (Харків), молоді театри. Протягом дня можна було відвідати лекції та тренінги, а ввечері переглянути короткометражки від мистецької формації «Wiz-Art».
2017 рік
Тема - Форма сценічності.
На другий рік команда вирішила дещо посприяти потраплянню молодих театрів на сцени різноманітних фестивалів. Організатори оголосили про проведення відкритого Конкурсу, в межах якого молоді, ще маловідомі театри представляли власні проекти у Стрийському парку. Таким чином реалізовувалася не лише ідея засновників фестивалю про "театр без бар'єрів", а і було звернено увага до, на той момент, не надто популярного Стрийського парку. Знову провели сніданок із театральними зірками: Риммою Зюбіною та Міськом Барбарою, розмова з якими стосувалася зокрема сценічного перформансу та ефектності театру. Удень відбувалися відповідні тренінги, уперше організаторами було створено повноцінний самостійний дитячий простір. Увечері виступав театр Арабески з Харкова, київський Молодий театр у виконанні Олексія Вертинського.
2018 рік
Тема  - Зіграй мені етично Гамлета.
Локації фестивалю - Стрийський парк міста Львова (біля кінотеатру "Львів") та LEM Station (колишнє трамвайне ДЕПО). У Стрийському парку зокрема проводили вже традиційні сніданки, гостями яких цьогоріч стали Ахтем Сейтаблаєв та Наталка Ворожбит. Парк був місцем, де проходили лекції, тренінги, дитячі активності. Наприклад, під час першого фестивального дня тут пройшла дискусія "Сценічність у часи війни:спекуляція". Під модерацією театрознавчині Любові Ільницької учасники обговорювали досвід роботи з темою війни в театрі. Опісля фестивальна програма у Стрийському парку продовжилася тренінг-грою "Імпровізуй, дитино, імпровізуй", організатором якої виступив Ростилав Лоза, куратор імпро-групи "Пан Коцик". Граючи у гру, учасники вивчили 5 основних правил імпровізації: 1) розім'яти тіло; 2) розім'яти розум; 3) слухати партнера; 4) нічого не планувати; 5) завжди казати "так!".
Вистави та перформанси відбувалися на території LEM Station. Зокрема команда фестивалю спеціально запросила двох нью-йоркських режисерів - Max Sir та Natalia Miranda Guzman. Вони, провівши кастинг, відібрали найкращих українських акторів, з якими протягом місяця працювали над виставою "Hamlet by Max Sir" для фестивалю "Кота Ґаватовича". Прем'єра відбулася наприкінці першого фестивального дня. На території колишнього трамвайного ДЕПО також показували: монолог "Купатись чи не купатись?", автором якого є Лесь Подерев’янський, виконаний акторками Оленою Рєпіною та Оленою Хижною; роботу перформерки Лариси Венедиктової (темою був Гамлет); авангардну НЕвиставу від школярів із Попасної, театру "На лінії вогню" та Антона Романова; психологічну драму "Безталанна, або Безглуздя", зіграну львівським молодіжним театром "Мельпомена"; імпровізації "Пана Коцика". 
2019 рік
Тема  - Я не бачу берегу.
Місця проведення - Парк культури та відпочинку імені Богдана Хмельницького (м. Львів); показ вистав і перформансів відбувався в антитеатральній локації, колишньому трамвайному ДЕПО - LEM Station. Натхненням для обрання саме такої теми фестивалю послужило усвідомлення організаторами, що "театр таки не має кордонів". Офіційне відкриття фестивалю відбулося 6 вересня: актори театру імені Лесі Українки влаштували перформативне читання п'єси Лукаса Голлігера "Монстри руйнують висотки". Опісля виступив український музичний гурт "Оу sound sysytem".  Гостями цьогорічних традиційних сніданків стали Яніна Соколова та Ярослав Федорчук. Також було проведено дискусію щодо ризиків у театрі. Як результат 3-річних переговорів на сцені "Кота..." виступив японський перформер, виконавець танцю Буто - Taketeru Kudo. До речі, саме позитивні відгуки останнього про львівський фестиваль посприяли виникненню в команди ідеї в команди створити Першу театральну резиденцію в Берліні для українців під назвою "Catch a Cat": протягом 5-ти днів учасники пізнавали німецький театр сьогодення та готували проект, який було заплановано показати у 2020 році мешканцям Жовкви. Цьогоріч у рамках "Кота Гаватовича" також узяли участь: Молодий театр, зокрема Ірма Вітовська та Римма Зюбіна, з ексцентричною комедією "Різня"; харківський театр абсурду «Воробушек», який представив спектакль "Пил Шарами"; театр із Сум "Нянькіки" з виставою-вірусом "Галюци-нація"; театр із Маріуполя "Театроманія" (вистава "Прощавай, зброє!"). 
5-денна резиденція в Берліні під назвою "Упіймати кота"
 

10 - 14 вересня в Берліні була організована 5-денна резиденція "Упіймати кота" для залучених в український театральний процес митців. Усі витрати учасників покривала команда організаторів. Програма здебільшого складалася з лекцій; зустрічей українських акторів та режисерів із німецькими представниками театральної спільноти; відвідання театрів німецької столиці; роботи в мистецькому центрі Le Salon. Окремим пунктом було створення спільного сценічного проекту, використовуючи досвід німецьких театрів Schaubühne та Maxim Gorki Theater. Прем'єра відбулася наприкінці резиденції. Було запланово також виступи учасників у Жовкві та під час наступного "Кота Гаватовича" у Львові. Зокрема в Жовкві запланували показати перформанс біля місцевої Синагоги, пам'ятки XVII століття, таким чином привернувши увагу населення до її збереження. У процесі створення цього дійства учасників консультував німецький режисер Олівер Калла. Метою резиденції було показати, як молоді представники українського театрального процесу актуалізовують культурну спадщину методами сучасної сцени. 
«Мені завжди хотілось не говорити, а показати такий залюблений вільний Берлін. Насправді він вже далеко не такий, який ми знаємо за легендами про нічні рейви, божевільні ідеї й так далі. Через перенасиченість він фактично втік від себе і зараз намагається все почати спочатку. Він шукає щось нове, когось нового. Мені здається, це чудовий шанс для українських акторів, режисерів, сценографів, композиторів – просто всіх, хто працює у театральній сфері. Ми говоримо не про стирання кордонів, а будування мостів між різними ідентичностями. Саме це є фішка Берліну, як мені здається, і саме це ми хочемо зробити особливістю нашої резиденції», – коментар однією з організаторок резиденції та за сумісництвом програмної директорки й Co-founder'ки львівського театрального фестивалю «Кіт Ґаватовича» Єви Якубовської. 

2020 рік
Тема - Тоталітарні особистості.
Основна локація - простір колишнього трамвайного ДЕПО LEM Station. Цього разу було вирішено порушити тему тоталітаризму, його впливу на наше звикле життя. Команда визначила тоталітаризм як "фізичне та психологічне насильство, нетерпимість до інакомислячих, загроза свободі думки та тиск радянської спадщини, що досі деформує і шкодить нашому суспільству". Водночас організатори зазначили, що театральне мистецтво здатне виконувати терапевтичну функцію, таким чином допомагаючи людям виходити із травматичного досвіду, позбуватися "шкідливих патернів".  2 вересня відбулося офіційне відкриття. Традиційного сніданку із зірками театру не проводили, проте на 4-тий день фестивалю відбувся бранч із Тетяною Микитенко. Також в різні дні до фестивалю долучилися: Павло Гудімов (із бесідою "Роль сучасного мистецтва в переосмисленні минулого"); Володимир Бєглов (провів лекцію-відкриття "Особистості тоталітаризми"); ЦСМ "Дах" (4 вересня з метою вшанування пам'яті Василя Стуса виступили з камерною оперою "Стус:Перехожий"). У зв'язку з поширенням коронавірусної інфекції та карантинними обмеженнями певні лекції та дискусії "були перенесені" в онлайн, охочі мали доступ до трансляції й деяких оффлайн-подій. Також було організовано трансляцію опери "Леді Макбет Мценського повіту" Території Терору та трансляцію вистави "Рейк'явік'74" від Belarus Free Theatre. У перший день на весь час фестивалю в LEM Station відкрилася виставка Олександра Грехова "Лесь Курбас". Особливістю цьогоріч стали екскурсії до районів Львова - Підзамчого та Замарстиніва. Окремої уваги заслуговує вистава "Декалог", поставлена підлітками. Юні актори вирішили перенестися до ХХ століття, аби розповісти про події минулого, коли підлітки бунтували проти тоталітарного режиму, коли люди загалом не мали вибору, плюралізму.   
"Це документальна історія про жорстокість механізму допиту і завуальовування проблем Білорусі у проблеми Ісландії, яка така ж патріархальна і консервативна, як Білорусь. Але Білоруси не можуть про себе прямо сказати - це небезпечно, тому взялися за п'єсу про Ісландію, написану на основі реальних подій: загубились люди і були підозрювані. Підозрюваних так катували, що зрештою під час жорстоких допитів усі вони зізнались у вбивстві людей, яких ніколи навіть не бачили", - коментар програмної директорки та Co-founder'ки фестивалю Єви Якубовської щодо вистави "Рейк'явік'74" від Belarus Free Theatre. 
Команда фестивалю:
- Єва Якубовська - програмна директорка та Co-founder'ка фестивалю;
- Софія Розпутня - Co-founder фестивалю;
- Олена Булат-Лоїк - Chief Operating Officer;

## Відгуки про фестиваль
Ірма Вітовська-Ванца:"Дуже дякую за ідею та втілення. Хай надалі все вдається".
Микола Береза:"Я гадаю,що Львову дуже пасують подібні проекти. Хочу подякувати усій котячій)) команді за неймовірний театрально-парковий вікенд. З хорошим початком і в добру путь".